# Haasen (Haidgau)
Haasen ist ein Weiler auf der Gemarkung Haidgau von Bad Wurzach im Landkreis Ravensburg.

## Lage
Haasen liegt im Naturraum Riß-Aitrach-Platten (Naturraum-Nr. 41), welche ein Teil der Großlandschaft Donau-Iller-Lech-Platte (Großlandschaft-Nr. 4) sind. Es liegt am Rand des Naturschutzgebiets Wurzacher Ried, des Vogelschutzgebiets Wurzacher Ried und des FFH-Gebiets Wurzacher Ried und Rohrsee.
Geografisch befindet sich Haasen etwa:
- 370 m westlich des Industriegebiets Bad Wurzach
- 400 m nordöstlich von Kimpfler
- 450 m westlich des Brodbacher Hofs
- 950 m nordwestlich von Ziegelbach
- 1,4 km südöstlich von Haidgau[4]

Des Weiteren liegt die Siedlung im Gewässereinzugsgebiet der Aitrach, deren linker Oberlauf lokal auch als Wurzacher Ach bezeichnet wird und über Iller und Donau in das Schwarze Meer entwässert. Der Bach Ach-Ursprung, ein Nebenfluss der Aitrach fließt in rund 75–220 m Entfernung an Haasen vorbei.

## Verkehrsanbindung
Haasen ist über die Landesstraße L 314 an das Verkehrsnetz angebunden, welche nach Nordosten über den Brodbacher Hof nach Bad Wurzach und nach Westen über Kimpfler, Zwings und Menisweiler nach Roßberg führt.
Im Weiler gibt es die Bushaltestelle Bad Wurzach Haasen an der L 314. Der nächste Bahnhof ist in Bad Wurzach m dem Fahrrad sind es dorthin über den Brodbacher Hof grob 4,0 km.
Von Haasen aus führt ein Radweg entlang der L 314 nach Bad Wurzach und über Gemeindeverbindungswege gelangt man von Haasen nach Bad Wurzach. Haasen selbst ist nicht an das Radnetz Baden-Württemberg angeschlossen, der nächste Anschluss ist in Bad Wurzach bei der DRK Rettungswache.